# Élections générales saskatchewanaises de 2020
Les élections générales saskatchewanaises de 2020 (en anglais : Saskatchewan general election, 2020) ont lieu le 26 octobre 2020 afin d'élire les 61 députés de la 29e législature de l'Assemblée législative de la province canadienne de Saskatchewan. 
Le scrutin est une victoire pour le Parti saskatchewanais, qui conserve une large majorité absolue des voix et des sièges, malgré un léger recul. Ce quatrième mandat consécutif remporté par le parti permet à Scott Moe de se maintenir au poste de premier ministre.

## Contexte
Brad Wall, premier ministre depuis 2007 annonce le 10 août 2017 sa démission.

## Assemblée sortante
| Parti | Parti                 | Chef       | Sièges | Sièges   | Candidats |
| Parti | Parti                 | Chef       | 2016   | Sortants | Candidats |
| ----- | --------------------- | ---------- | ------ | -------- | --------- |
|       | Parti saskatchewanais | Scott Moe  | 51     | 46       | 61        |
|       | NPD                   | Ryan Meili | 10     | 13       | 61        |
|       | Vacant                | Vacant     | -      | 2        | -         |
| Total | Total                 | Total      | 61     | 61       | 122       |

## Campagne

### Controverses
- 3 octobre: Daryl Cooper, candidat pour le Parti saskatchewanais dans Saskatoon Eastview, doit se retirer de la course à la suite de propos polémiques tenu sur les réseaux sociaux[2].
- 5 octobre: Alex Nau, candidat pour le Parti saskatchewanais dans Regina Rosemont, présente des excuses pour s'être adonné à un jeu de mauvais goût[3].
- 6 octobre: 
  - Meara Conway, candidate pour le Nouveau Parti démocratique de la Saskatchewan dans Regina Elphinstone-Centre, attire les foudres du Parti saskatchewanais pour des propos anti pétrole[4].
  - Scott Moe est rattrapé par une implication dans une collision mortelle en 1997 et présente ses excuses à la famille de la victime défunte[5].
- 7 octobre: Scott Moe est rattrapé par ses accusations de conduite sous les effets de l'alcool remontant dans les années 1990[6].
- 9 octobre: Un compte Twitter nommé Replace The SP Leader allègue que des membres du Parti saskatchewanais souhaiteraient le départ de leur chef Scott Moe au profit de Don Morgan, candidat dans Saskatoon Southeast[7].

## Résultats
|                           |                                 |         |       |      |        |               |  |  |  |
| Parti                     | Parti                           | Votes   | %     | +/–  | Sièges | +/–           |  |  |  |
|                           | Parti saskatchewanais           | 269 996 | 61,12 | 1,41 | 48     | 3             |  |  |  |
|                           | Nouveau Parti démocratique      | 140 584 | 31,82 | 1,53 | 13     | 3             |  |  |  |
|                           | Parti buffalo                   | 11 298  | 2,56  | Nv.  | 0      | en stagnation |  |  |  |
|                           | Parti vert                      | 10 033  | 2,27  | 0,43 | 0      | en stagnation |  |  |  |
|                           | Parti progressiste-conservateur | 8 404   | 1,90  | 0,62 | 0      | en stagnation |  |  |  |
|                           | Parti libéral                   | 355     | 0,08  | 3,51 | 0      | en stagnation |  |  |  |
|                           | Indépendants                    | 1 076   | 0,24  | 0,15 | 0      | en stagnation |  |  |  |
|                           |                                 |         |       |      |        |               |  |  |  |
| Votes valides             | Votes valides                   | 441 746 | 99,27 |      |        |               |  |  |  |
| Votes blancs et invalides | Votes blancs et invalides       | 3 265   | 0,73  |      |        |               |  |  |  |
| Total                     | Total                           | 445 011 | 100   | –    | 61     | en stagnation |  |  |  |
| Abstention                | Abstention                      | 396 796 | 47,14 |      |        |               |  |  |  |
| Inscrits / participation  | Inscrits / participation        | 841 807 | 52,86 |      |        |               |  |  |  |